# Lista de ordens, condecorações e medalhas do Brasil

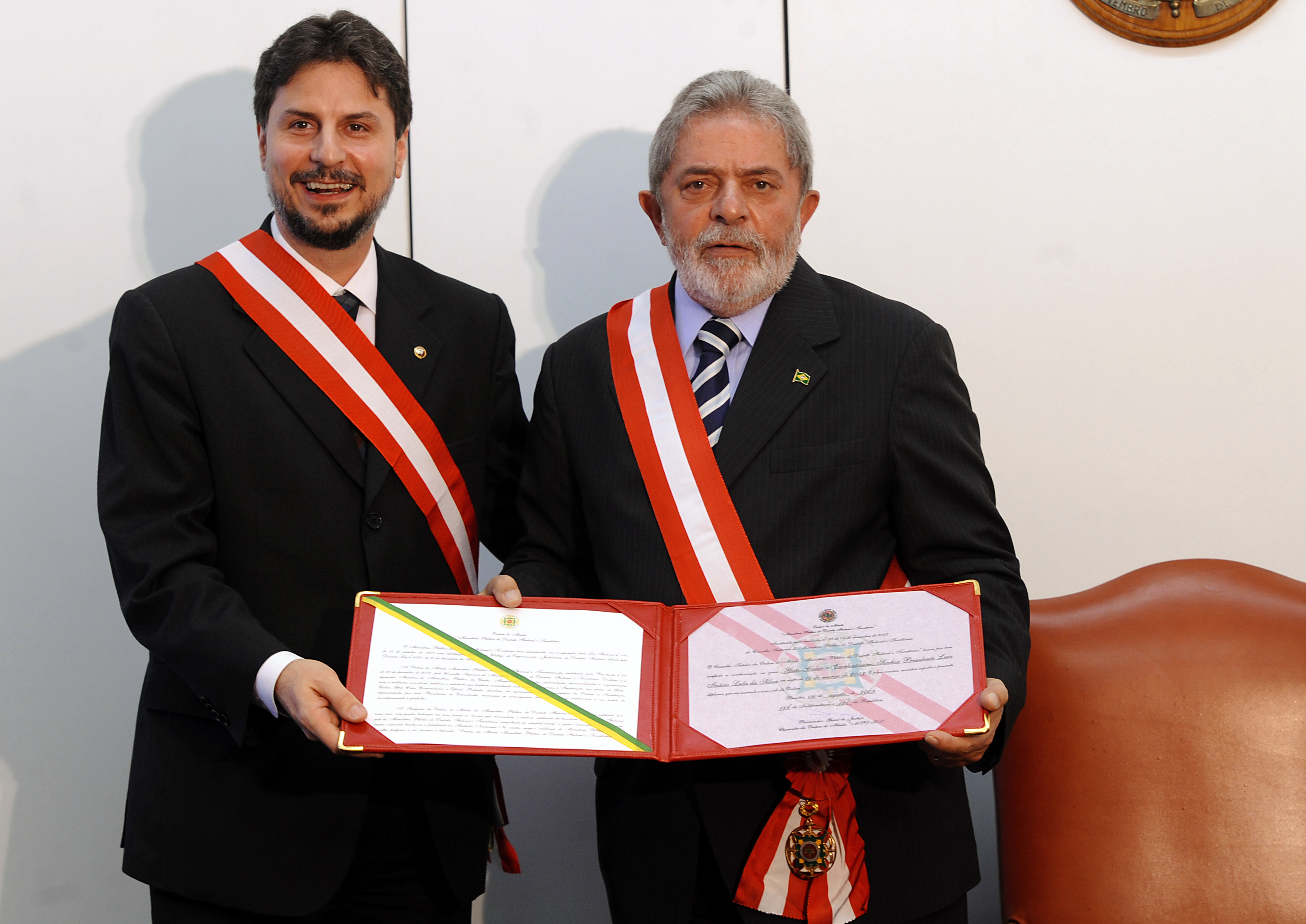
Presidente Lula da Silva, com a Ordem do Mérito.

A seguir está uma lista das ordens, condecorações e medalhas do Brasil:

## Comendas e condecorações nacionais

### Ordens nacionais
- Ordem Nacional do Cruzeiro do Sul (Ordem Nacional mais alta, apenas para estrangeiros)
- Ordem Nacional do Mérito (Maior Ordem Nacional que admite brasileiros em suas fileiras)
- Ordem Nacional do Mérito Científico

#### Distinção concedida por estatuto especial
- Inscrição no Livro de Mérito dos Heróis da Pátria (Livro de Aço)

### Ordens e condecorações outorgadas pelo Poder Executivo, classificadas abaixo das Ordens Nacionais

#### Ordens Militares
- Ordem do Mérito de Defesa
- Ordem do Mérito Militar
- Ordem do Mérito Naval
- Ordem do Mérito Aeronáutico
- Medalha de Mérito Desportivo Militar
- Mérito Ordem de Inteligência

#### Ordens e Medalhas Civis de Propósito Específico
- Ordem do Rio Branco (geralmente concedida a funcionários do Itamaraty, para realizações na diplomacia, ou para estrangeiros)
- Ordem do Mérito Cultural
- Ordem Nacional do Mérito Educativo
- Ordem do Mérito Desportivo
- Ordem do Mérito Médico
- Medalha de Mérito Mauá (para empresários do setor de transportes)

### Ordens e Condecorações outorgadas pelo Poder Legislativo
- Ordem do Congresso Nacional
- Medalha do Mérito Legislativo da Câmara dos Deputados

### Ordens e Condecorações outorgadas pelo Poder Judiciário Federal ou pelo Ministério Público Federal
- Ordem do Mérito do Judiciário Trabalhista
- Ordem do Mérito Judiciário Militar
- Ordem do Mérito do Ministério Público Militar

## Prêmios militares e condecorações

### Condecorações para bravura militar
- Cruz de Combate de Primeira Classe (Exército)
- Cruz de Combate Segunda Classe (Exército)
- Cruz Naval (Marinha)
- Cruz de Bravura (Força Aérea)

### Medalhas de feridas
- Medalha Sangue do Brasil
- Cruz de Sangue (Força Aérea)

### Medalhas de guerra para serviço operacional
- Medalha Cruz de Campanha 1914-1918
- Medalha da Vitória (Guerra de 1914-1918)
- Medalha de Serviços Distintos (Marinha)
- Medalha de Serviços de Guerra com 3 estrelas (Marinha)
- Medalha de Serviços de Guerra com 2 estrelas (Marinha)
- Medalha de Serviços de Guerra com 1 estrela (Marinha)
- Medalha da Força Naval do Nordeste - ouro (Marinha)
- Medalha da Força Naval do Nordeste - prata (Marinha)
- Medalha da Força Naval do Nordeste - bronze (Marinha)
- Medalha da Força Naval do Sul - ouro (Marinha)
- Medalha da Força Naval do Sul - prata (Marinha)
- Medalha da Força Naval do Sul - bronze (Marinha)
- Medalha de Campanha (Exército)
- Medalha de Campanha da Itália (Marinha)
- Cruz de aviação, fita A (Marinha)
- Cruz de aviação, fita B (Marinha)

### Prêmios de serviço excepcional
- Cruz de Serviços Distintos
- Medalha da Vitória
- Medalha de Mérito Marechal Cordeiro de Farias

### Prêmios de bom serviço militar
- Medalha Militar
- Medalha de Tropas
- Medalha de bons serviços da Polícia Militar do Distrito Federal
- Medalha de Mérito para os oficiais e soldados do Corpo de Bombeiros do Distrito Federal

### Medalhas de contribuição para os esforços de guerra nacionais
- Medalha de Serviços de Guerra (Marinha)
- Medalha da Campanha do Atlântico Sul (Marinha)
- Medalha de Guerra

### Medalhas de serviço militar
- Medalha Naval de Serviços Distintos
- Medalha do Pacificador
- Medalha de Mérito Santos-Dumont
- Medalha Marechal Trompowsky
- Medalha de Mérito Tamandaré
- Medalha de Serviço Amazônico
- Medalha Bartolomeu de Gusmão
- Medalha de Mérito Aerotransportada

## Extintas
- Ordem Imperial de Cristo
- Ordem de Colombo
- Ordem Imperial de Aviz
- Ordem Imperial de São Tiago da Espada
- Ordem Imperial de Pedro I
- Ordem Imperial da Rosa